# Anita Dark
Pour les articles homonymes, voir Dark.
 (juin 2024).
Si vous disposez d'ouvrages ou d'articles de référence ou si vous connaissez des sites web de qualité traitant du thème abordé ici, merci de compléter l'article en donnant les références utiles à sa vérifiabilité et en les liant à la section « Notes et références ».
Anita Dark, née Anita Perger le 11 avril 1975 à Budapest, est une actrice pornographique hongroise.

## Biographie
En 1994, Anita Perger, alors mannequin est élue Miss Budapest.
Son visage, ses épaules et le haut de sa poitrine sont ornés de taches de rousseur bien visibles lorsqu'elles ne sont pas maquillées.
Elle avait au début de sa carrière pornographique de plus gros seins qu'aujourd'hui. Après plusieurs interventions chirurgicales, sa poitrine est passée d'un bonnet DD à un bonnet D et ses aréoles ont aussi été diminuées. On peut voir sa poitrine originelle dans ses premiers films notamment ceux réalisés par Mario Salieri. À cette époque, elle tournait fréquemment avec Anita Blonde.
Elle a débuté dans des productions de la marque Private puis a travaillé pour VMD (où elle a interprété dans "Pretty girl" le rôle d'une Hongroise succombant aux charmes de Mark Davis ).
Dans Casting X 7, une vidéo produite par Private, elle affirme avoir rencontré le photographe Pierre Woodman pour la première fois au mois de juillet 1994.
Avant de partir aux États-Unis, en 1996, elle a tourné dans des films de pornographie gonzo très poussés (incluant sodomies et doubles pénétrations)
Sur son blog, Anita Dark écrit qu'elle apprécie particulièrement la sodomie et que sa vidéo Sodomania Vol. 20 sortie en 1997 dans laquelle elle avait une scène avec Sean Michaels reste sa meilleure expérience en la matière. C'est cependant une pratique qu'on la voit abandonner petit à petit au cours de sa carrière devant la caméra.
Elle réside actuellement à Boca Raton, une station balnéaire de Floride très luxueuse, où elle termine sa carrière. Ses dernières apparitions sont uniquement lesbiennes.

## Récompenses
- 1997 : Festival international de l'érotisme de Bruxelles Meilleure actrice au festival de l'érotisme de Bruxelles en 1997[3]
- 1996 : Festival international de l'érotisme de Bruxelles Meilleure actrice au festival de l'érotisme de Bruxelles en 1996[3]